# Château d'Alcaudete
Le château d'Alcaudete est un château espagnol situé dans la province de Jaén dans la communauté autonome d'Andalousie.
Il a été construit par les arabes et pris par les chrétiens en 1085 pendant le règne d'Alphonse VI de León. Lors des 300 années suivantes, il change régulièrement de mains jusque 1340 et sa prise définitive par les chrétiens.
Son plan est polygonal pour s'adapter au site et à l'escarpement rocheux sur lequel il se trouve. Il est surmonté de six tours dont la tour de l'Hommage qui possède une porte sur l'extérieur côté nord.
Le château est aujourd'hui restauré et en bon état, il est classé bien d'intérêt culturel depuis 1949.

## Source
- (en) Cet article est partiellement ou en totalité issu de l’article de Wikipédia en anglais intitulé « Castillo de Alcaudete » (voir la liste des auteurs).